# François Ernest Mallard

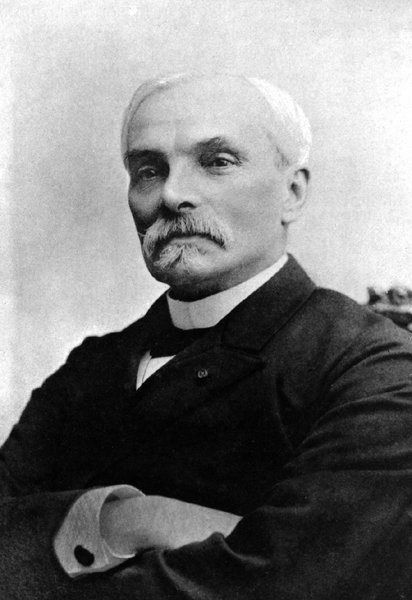
François Ernest Mallard

François Ernest Mallard (ur. 4 lutego 1833 w Châteauneuf-sur-Cher, zm. 6 lipca 1894 w Paryżu) – francuski krystalograf i mineralog.

## Życiorys
Kontynuował prace Auguste Bravaise`a. Studiował na École Polytechnique w Paryżu. Był profesorem École des Mineurs w Saint-Étienne oraz l'École supérieure des Mines w Paryżu. Przewodniczył Towarzystwu Mineralogicznemu oraz Towarzystwu Geologicznemu. Otrzymał Legię Honorową oraz doktorat honoris causa Uniwersytetu w Bolonii. W 1890 został członkiem Francuskiej Akademii Nauk. Badał kryształy i zajmował się mapami geologicznymi.